# 22185 Štiavnica
(22185) Štiavnica, denumire internațională (22185) Stiavnica, este un asteroid din centura principală de asteroizi.

## Descriere
22185 Štiavnica este un asteroid din centura principală de asteroizi. A fost descoperit pe 29 decembrie 2000 la Observatorul din Ondřejov de P Kusnirak și U. Babiakova. Asteroidul prezintă o orbită caracterizată de o semiaxă mare de 3,20 ua, o excentricitate de 0,01 și o înclinație de 22,6° în raport cu ecliptica.